# Epiphone Casino
La Epiphone Casino es una guitarra eléctrica fabricada por la compañía estadounidense Epiphone, subsidiaria de Gibson. Esta guitarra está asociada a grandes músicos de rock como: John Lennon, George Harrison, Paul McCartney, Keith Richards, John Frusciante, Noel Gallagher o The Edge, quienes le han dado fama y renombre a este modelo.

## Construcción y Sonido
La idea de la guitarra fue concebida poco tiempo después de la adquisición de Epiphone por parte de Gibson, convirtiéndose de esta manera en su subsidiaria directa. El objetivo inicial era el de hacer una versión de bajo presupuesto de la Gibson ES-330, lanzada por Gibson en 1959. La Casino fue lanzada al mercado en 1961 en un único acabado, teniendo un impacto más bien mediano. 
La Casino pertenece a la serie Thinline de Epiphone, la cual está conformada por guitarras con similares características como la Dot (Versión de bajo costo de la Gibson ES-335). Este modelo tiene la particularidad de ser completamente hueca internamente, siendo bastante ligera. No obstante, al no ser semi-hueca como los otros modelos con los que está emparentada, se convierte en un instrumento muy propenso a acoples. Adicionalmente, al ser un cuerpo más alargado que el de la ES-335, se hace difícil acceder a los trastes más altos. Por lo regular, las Casino llevan un cordal tipo Trapeze, aunque no es raro encontrar ejemplares que llevan puentes tipo Bigsby. 
Una de las características que más resaltan en las Casino, son sus dos pastillas P-90 tipo Dogear, las cuales son responsables de las características de su sonido. La combinación de las poderosas y opacas pastillas, el cuerpo hueco, y la resonancia de la madera laminada, dan como resultado un sonido pesado, cargado de graves, ligero de medios y un buen sustain. Toda esta sumatoria de características la convierten en una guitarra rítmica ideal, ya sea con un sonido limpio, así como con algo de Overdrive o incluso con Fuzz.

## Relación con The Beatles
Keith Richards ya venía usando una Casino en sus actuaciones con los Rolling Stones, cuando Paul McCartney adquirió la suya en 1964. Paul utilizaría la guitarra por primera vez al año siguiente, en las sesiones del álbum Help!. Tras las sesiones de Rubber Soul, George Harrison y John Lennon adquirirían sus propias Casino, y con ellas remplazarían a su Gretsch Gentleman y a su Rickenbacker 325 para las giras y grabaciones posteriores.
Tras Rubber Soul, Paul continuaría utilizando la Casino en Revolver, donde grabó el solo de "Taxman". Aunque para Sgt. Pepper's Lonely Hearts Club Band emplearía una Fender Esquire, retomaría su Casino para el "Álbum Blanco", grabando temas como "Helter Skelter" o "Birthday", y para Abbey Road, grabando con esta guitarra el solo de "The End". De ahí, la Casino ha sido una guitarra recurrente en buena parte de su carrera en solitario, prueba de ello es su álbum debut, McCartney.
Harrison, por su parte, la utilizaría activamente en los últimos conciertos de los "Fab Four" entre 1965 y 1966, e intermitentemente en el estudio. Con esta guitarra grabó algunas pistas de Revolver, de Sgt. Pepper's Lonely Hearts Club Band y de Magical Mistery Tour. Sin embargo, en cada uno de estos álbumes, tendió a utilizar más su Fender Stratocaster "Rocky" o su Gibson SG con Víbrola. Finalmente, para el "Álbum Blanco", George dejó a la Casino para ocupar como guitarra principal a su Gibson Les Paul "Lucy", la cual fue regalo de Eric Clapton.
Aun así, Lennon es el miembro más recordado por su relación con la Casino, utilizándola activamente a partir de Revolver. Para las sesiones del "Álbum Blanco", Lennon y Harrison, por consejo de Donovan durante el viaje de la banda en la India, decidieron refaccionar sus Casino, lijándolas hasta su color natural, pasándole una nueva capa de laca, quitándole el golpeador, y remplazando las clavijas de afinación ya que la guitarra respiraría mejor y tendría mejor sonido. El resultado fue una Casino completamente renovada, color arena, y que de ahí en más sería relacionada con la imagen de Lennon mientras Harrison tendría a su guitarra "Lucy" y la Fender Rosewood Telecaster. La guitarra fue vista por primera vez en esta condición en los videoclips de "Revolution" y de "Hey Jude". De ahí, Lennon la utilizó especialmente durante la grabación de Let It Be y su concierto en la azotea y, la utilizó posteriormente en Abbey Road para el álbum homónimo, y ya en solitario, en Plastic Ono Band e Imagine. Ya hacia al final de su carrera, Lennon la intercaló con otras guitarras, como su también icónica Gibson Les Paul Junior o varias Fender Telecaster. El impacto de la guitarra de Lennon fue tal que Epiphone resolvió lanzar Casinos con el acabado natural.

## Músicos que usan o usaron la Epiphone Casino
- Alex Ripper
- Carl Wilson
- Bono
- Bob Dylan (en algunas actuaciones en vivo)
- Peter Doherty
- The Edge
- Noel Gallagher
- Thom Yorke
- Barry Gibb
- George Harrison
- James Honeyman-Scott,
- Daniel Kessler
- John Lennon
- Johnny Marr
- Paul McCartney
- Tom Petty
- Keith Richards
- Nick Valensi
- Paul Weller
- Gary Clark Jr.
- Ed O'Brien
- Álvaro Henriquez
- Álvaro López

## Epiphone Casino actuales
- Casino, fabricada en Corea ,
- Ltd Ed Casino with Bigsby
- "Inspired by" John Lennon Casino, es una versión parecida a la "John Lennon 1965 Casino", pero más accesible.
- "Inspired by" John Lennon Revolution, es una versión parecida a la "John Lennon Revolution Casino", pero más accesible.
- Elitist Casino, hecha en Japón
- USA Collection, John Lennon 1965 Casino ,
- USA Collection, John Lennon Revolution Casino, basado en las modificaciones que hizo Lennon a su Casino durante las sesiones del White Album ,

"USA-Collection Epiphone's" que están montados en los Estados Unidos cuyos componentes están fabricados en Japón.